# Rönnenkamp-Stift
Das Rönnenkamp-Stift in Flensburg-Fruerlund ist ein Gebäude am Ostufer des Flensburger Hafens. Es gehört zu den Kulturdenkmalen der Stadt.

## Hintergrund
1856 stiftete der Kaufmann Rönnenkamp aus Kopenhagen das sogenannte Rönnenkamp-Stift, als ein Seemannsheim. An der Stiftungsgründung war offenbar seinerzeit auch der Flensburger Heinrich Carstensen Jensen beteiligt. Der Architekt des errichteten backsteinernen Stifts-Gebäudes mit geschlämmter Fassade und einem Halbwalmdach ist unbekannt. Unterhalb vom Mittelrisalit befindet sich bis heute die Stiftungsinschrift in dänischer Sprache. Das von der Straße zurückliegende auf einer Anhöhe befindliche Rönnenkamp-Stif erhielt die Anschrift Ballastbrücke 20. 1971772 wurde das Rönnenkamp-Stift als Wohnstätte für Menschen mit Behinderungen des Holländerhofes ausgebaut. Wie es für Flensburger Stiftsbauten typisch ist, befindet sich im Gebäudeinneren noch heute ein Mittelflur, der die an den beiden Längsfronten befindlichen Zimmer erschließt.